# Fenestraria rhopalophylla
Fenestraria rhopalophylla är en isörtsväxtart. Fenestraria rhopalophylla ingår i släktet Fenestraria och familjen isörtsväxter.

## Underarter
Arten delas in i följande underarter:
- F. r. aurantiaca
- F. r. rhopalophylla

## Bildgalleri

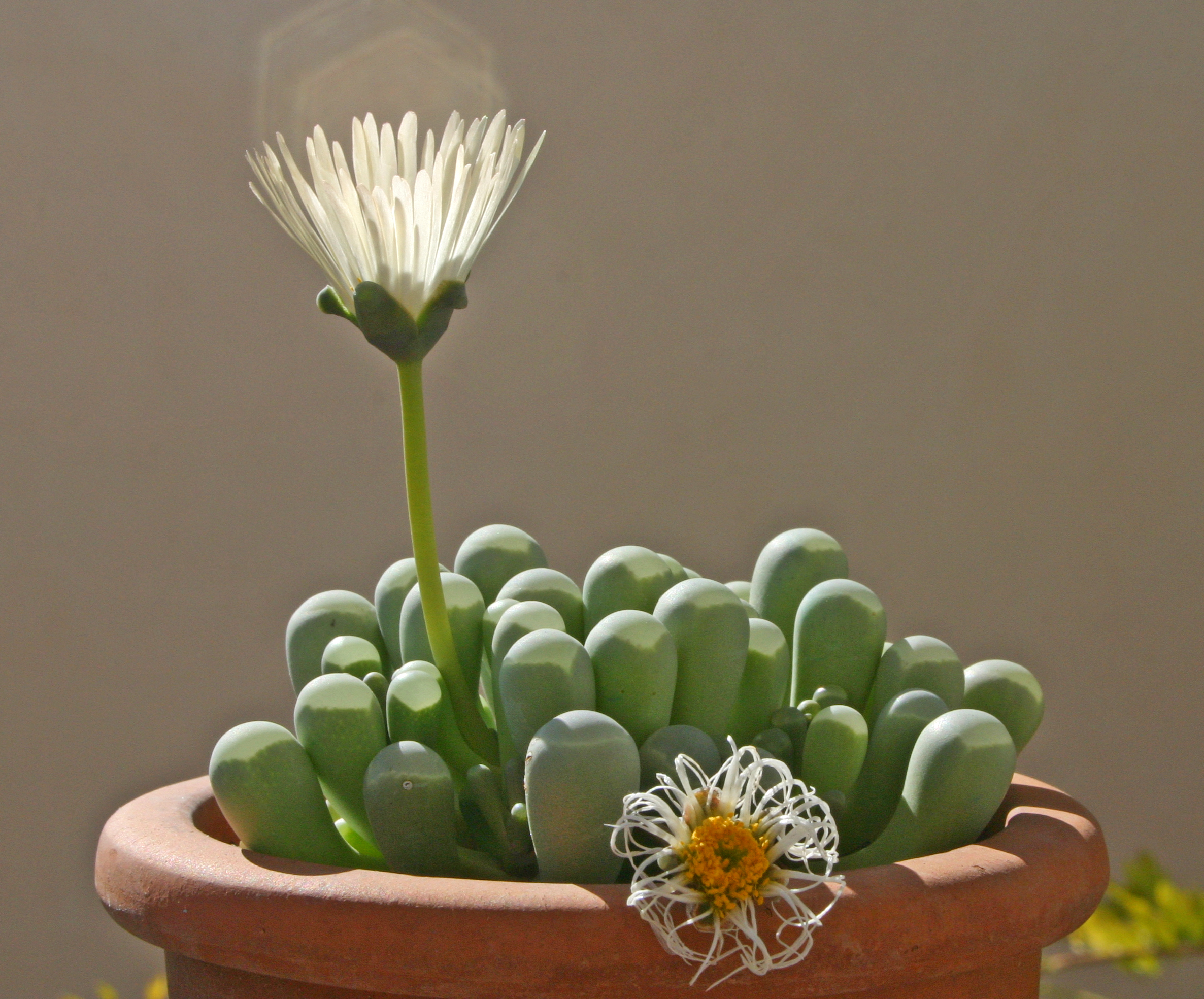
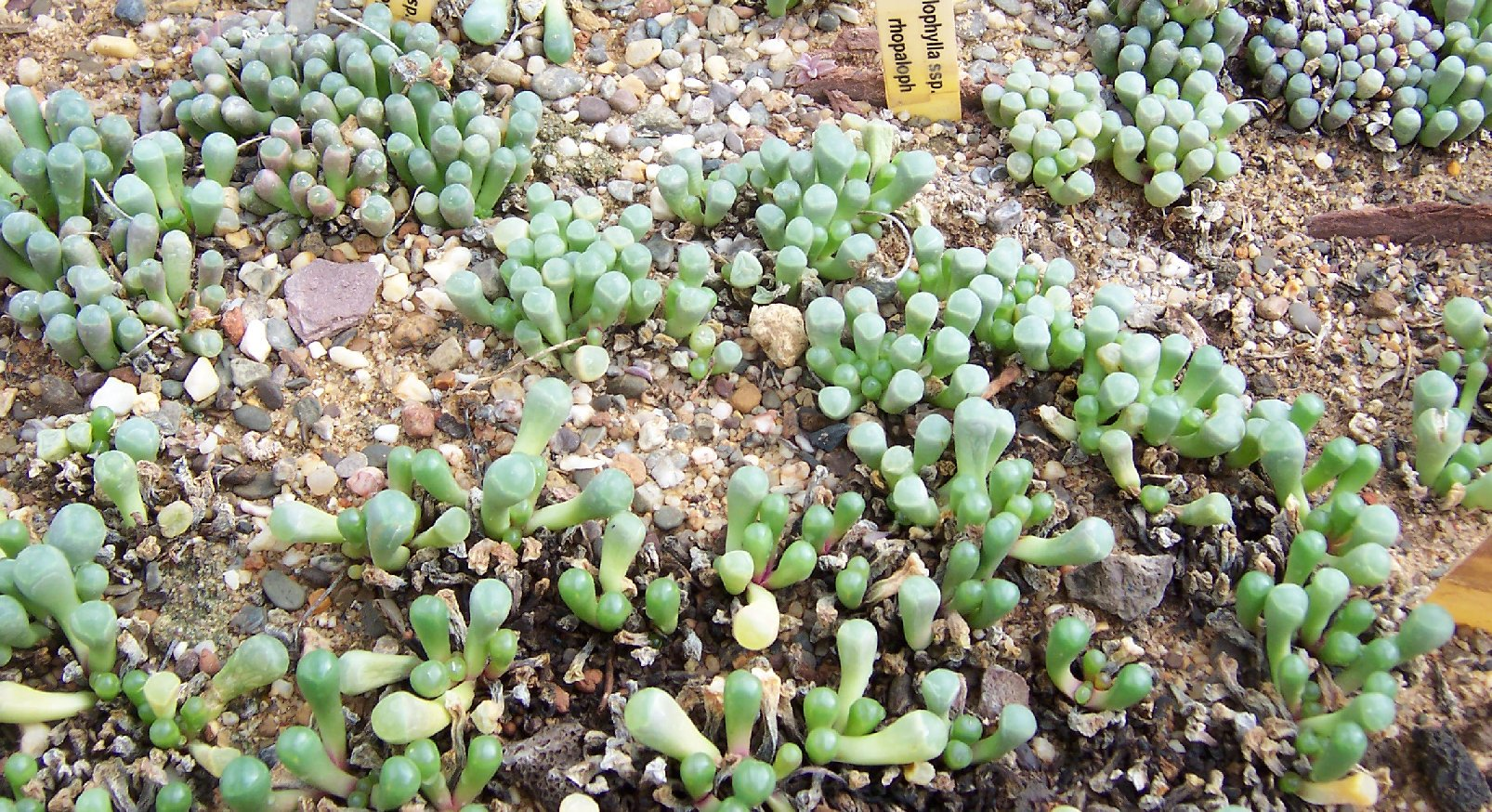
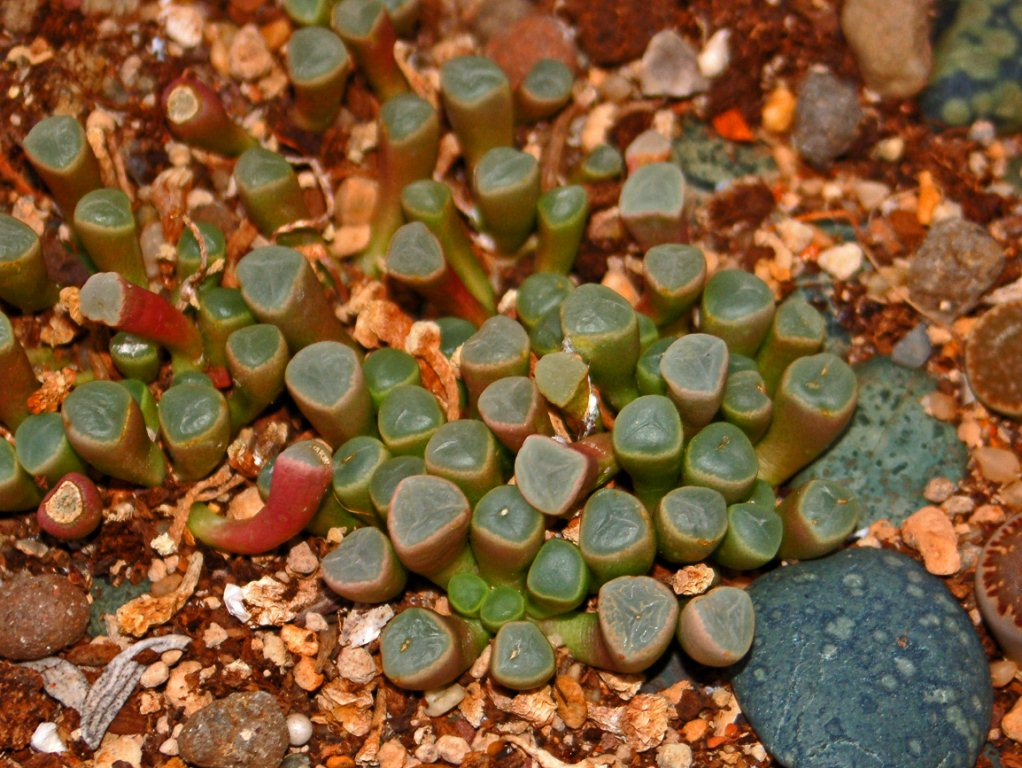
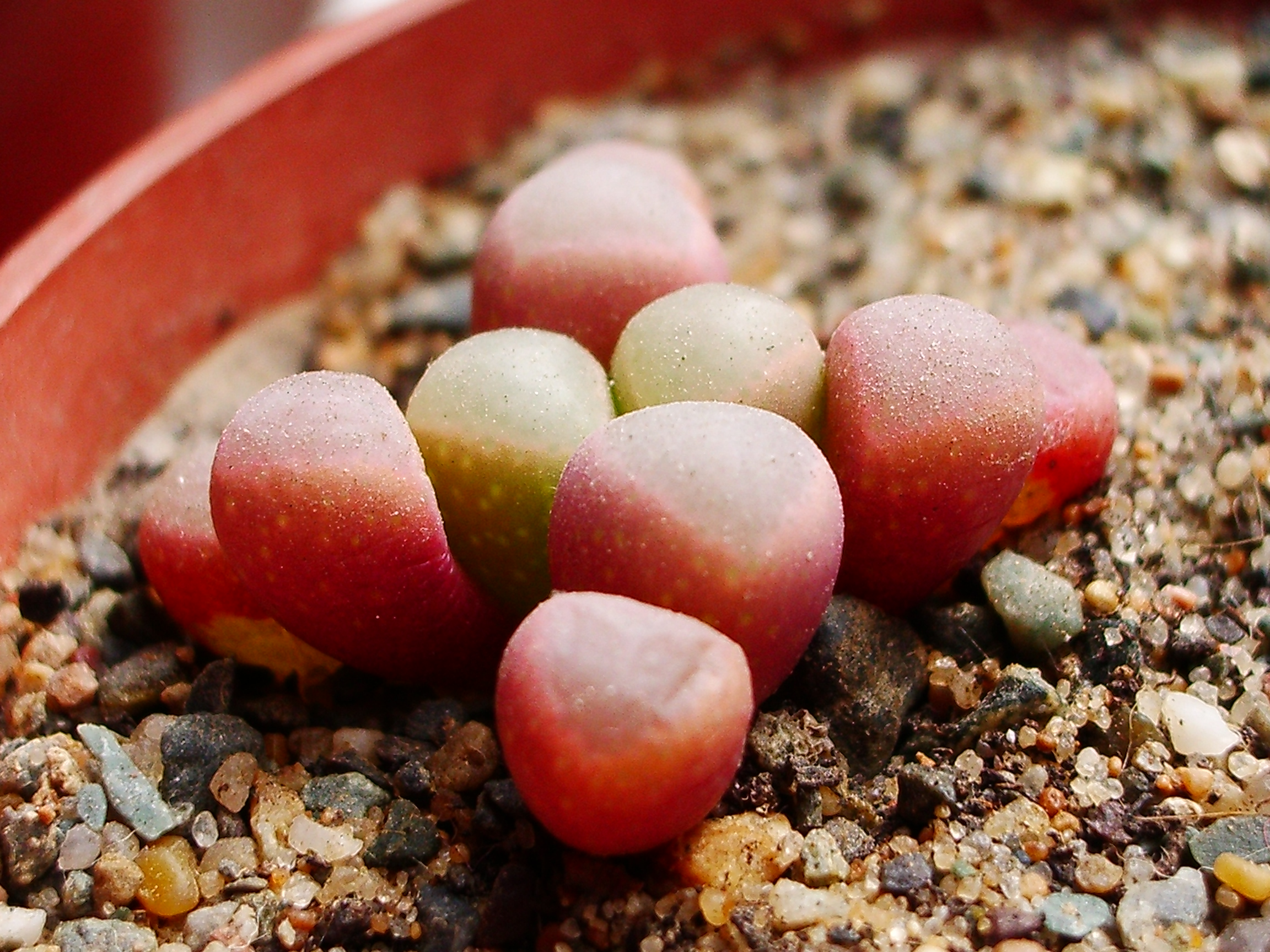
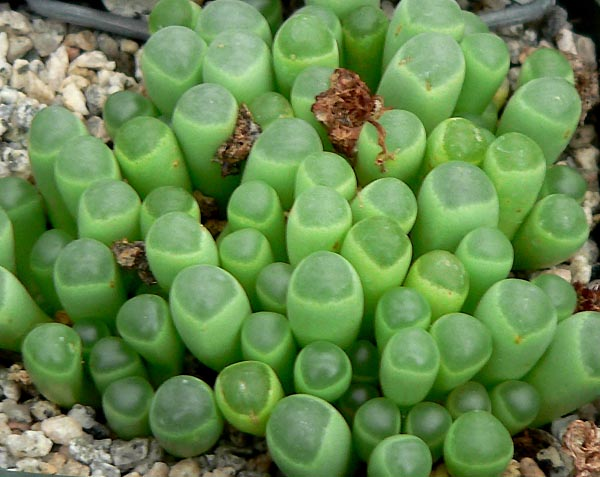
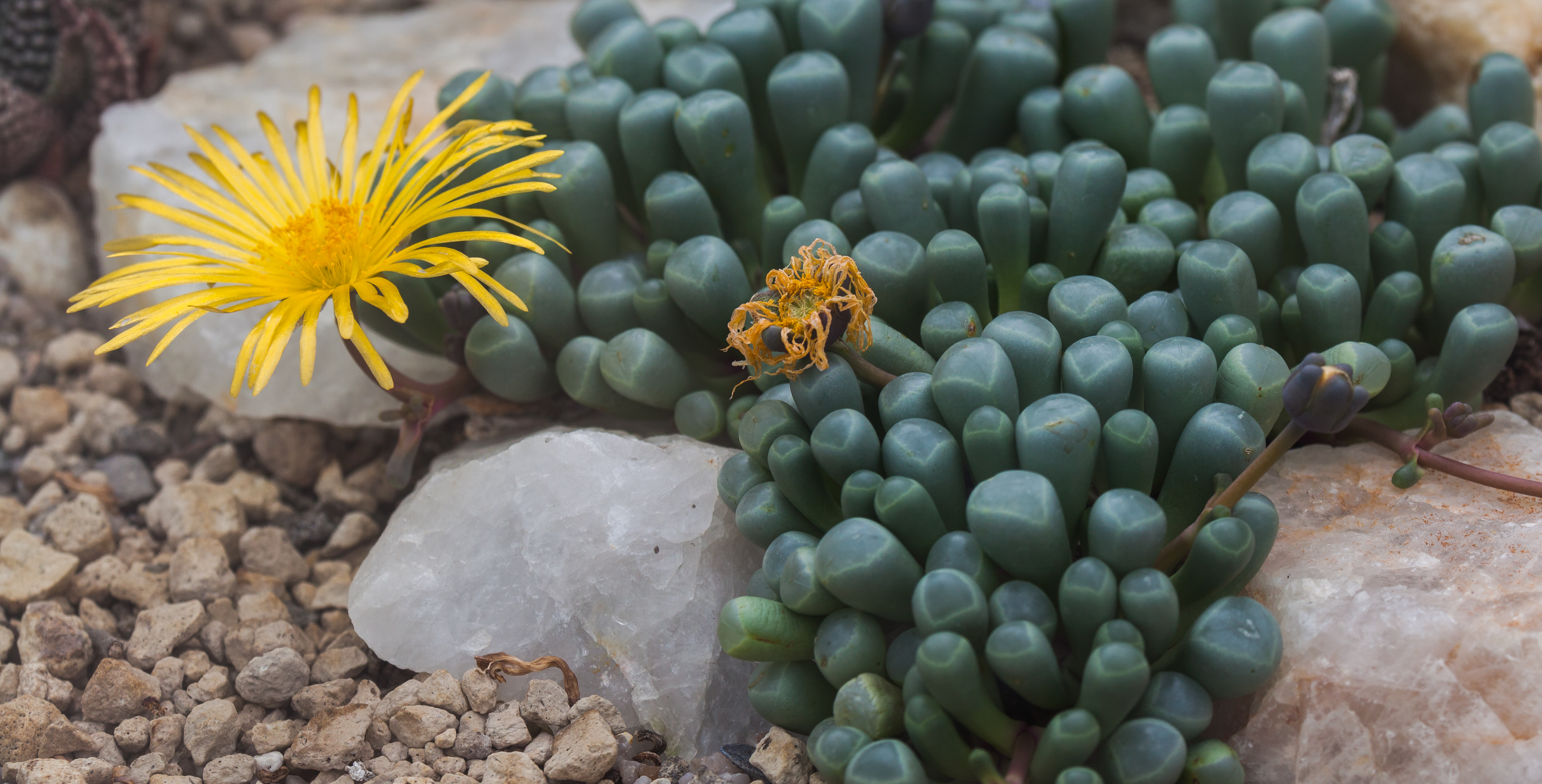